# 10월 6일
10월 6일은 그레고리력으로 279번째(윤년일 경우 280번째) 날에 해당한다.

## 사건
- 기원전 105년 - 아라우시오 전투: 킴브리족은 그나이우스 말리우스 막시무스가 이끄는 로마 군대에 막대한 피해를 입혔다.
- 1582년 - 그레고리력의 전면 시행 때문에, 이 날은 이탈리아, 폴란드, 포르투갈, 스페인의 달력에서 삭제되었다.
- 1689년 - 교황 알렉산데르 8세, 241대 로마 교황 취임.
- 1762년 - 7년 전쟁: 영국과 스페인 간 마닐라 전투에 영국이 승리한다.
- 1789년 - 프랑스 대혁명: 10월 5일 파리 여성을 중심으로 한 베르사유 행진 이후 루이 16세가 베르샤유 궁전에서 파리로 되돌아간다.
- 1908년 - 오스트리아-헝가리 제국이 보스니아를 병합하며 보스니아 위기가 시작된다.
- 1923년 - 제1차 세계 대전: 오스만 제국이 항복한다.
- 1939년 - 제2차 세계 대전: 코크 전투에서 마지막 폴란드군이 항복하며 폴란드 침공이 끝난다.
- 1951년 - 대한민국과 일본, 도쿄서 해방후 첫 한일회담 예비회의가 열렸으나, 1년만에 결렬되었다.
- 1952년 - 한국 전쟁: 철원 서북방 395 고지에서 백마고지 전투가 시작되다. 이 전투는 10월 15일 오전까지 계속된다.
- 1971년 - 남북적십자 제3차 예비회담에서 본회담을 서울과 평양에서 교대 개최 합의.
- 1973년 - 4차 중동전쟁: 이집트군과 시리아군, 이스라엘 점령지인 골란고원과 시나이반도 기습공격해 제4차 중동전 발발
- 1976년 - 중화인민공화국의 화궈펑 총리가 장칭·왕훙원·장춘차오·야오원위안 등 사인방 체포를 지시하다.
- 1981년 - 안와르 사다트 이집트 대통령, 4차 중동전쟁 8주년 기념식장서 회교 극단주의 군인들에게 피살.
- 1998년 - 익산 충전소 가스 폭발 사고 발생.
- 2000년 - 대한민국 의료계 4차 총파업(~ 10월 10일).
- 2005년 - 이천 물류창고 붕괴 사고 발생.
- 2010년 - 조선민주주의인민공화국에서 김정은이 김정일의 정식 후계자로 확정되었다.

## 문화
- 1884년 - 미국 해군이 로드아일랜드주 뉴포트에 해군대학을 건립한다.
- 1927년 - 세계 최초의 발성영화 《재즈 싱어》, 미국 뉴욕서 개봉
- 1946년 - 대한민국의 일간지 경향신문 창간
- 1972년 - 대한민국 서울특별시 인구 600만 돌파.
- 1999년 - 인천 도시철도 1호선 박촌역 ~ 동막역 개통.
- 2010년 - 대한민국 전라남도 강진군에서 지상파 아날로그 TV방송이 종료되었다.
- 2012년 - 분당선 왕십리역 ~ 선릉역 구간 개통.
- 2018년 - 제3회 장애인 아시안 게임이  인도네시아 자카르타에서 개막하였다.

## 탄생
- 1342년 - 고려 말, 조선 초의 문신 정도전. (~1398년)
- 1552년 - 이탈리아 출신의 예수회 선교사로 중국에 최초로 선교를 한 마테오 리치. (~1610년)
- 1662년 - 스웨덴의 정치인 안드레아스 웅에. (~1736년)
- 1773년 - 프랑스의 왕 루이 필리프 1세. (~1850년)
- 1820년 - 스웨덴의 오페라 가수 제니 린드. (~1887년)
- 1831년 - 독일의 수학자 리하르트 데데킨트. (~1916년)
- 1846년 - 미국의 발명가 조지 웨스팅하우스. (~1914년)
- 1869년 - 대한민국의 독립운동가 이동녕. (~1940년)
- 1882년 - 폴란드의 작곡가 카롤 시마노프스키. (~1937년)
- 1887년 - 스위스태생의 프랑스 건축가 르 코르뷔지에. (~1965년)
- 1895년 - 대한민국의 독립운동가 김만재.
- 1904년 - 대한민국의 독립운동가 김명진. (~1965년)
- 1906년 - 미국의 배우 재닛 게이너. (~1984년)
- 1910년 - 대한민국의 기업인 박두병. (~1973년)
- 1925년 - 미국의 군인 히로시 미야무라. (~2022년)
- 1926년 - 대한민국의 군인 겸 정치인 정병주. (~1989년)
- 1927년 - 미국의 태양물리학자 유진 파커. (~2022년)
- 1935년 - 칠레의 축구 선수 비센테 칸타토레. (~2021년)
- 1937년 - 미국의 이탈리아계 생물학자 마리오 카페키. (~2023년)
- 1940년 - 미국의 컴퓨터 과학자, 어도비 시스템즈의 창립자 존 워녹. (~2023년)
- 1946년 - 대한민국의 유도 선수, 지도자 오승립.
- 1947년
  - 대한민국의 정치인 김학기.
  - 일본 태생의 미국 민주당 소속의 정치인 메이지 히로노.
- 1956년 - 대한민국의 교육인 조희연.
- 1957년
  - 대한민국의 언론인, 정치인 이동관.
  - 미국의 정치인 리사 머카우스키.
- 1958년 - 대한민국의 법조인, 정치인 박주원.
- 1960년 - 미국의 기업인 엘리스 쇼트.
- 1962년 - 미국의 생화학자 데이비드 베이커.
- 1963년 - 대한민국의 정치인, 국회의원 이상휘.
- 1965년 - 독일의 전 축구 선수 위르겐 콜러.
- 1966년 - 아일랜드의 전 축구 선수, 기업인 나이얼 퀸.
- 1968년 - 대한민국의 현대 음악가 최영주.
- 1969년
  - 대한민국의 탁구 선수 현정화.
  - 대한민국의 법조인, 정치인 김미애.
  - 말레이시아의 15대 국왕 무하맛 5세.
- 1970년
  - 대한민국의 기업인 이부진.
  - 대한민국의 만화가 박희정.
- 1971년 - 일본의 성우 카와다 신지.
- 1972년
  - 대한민국의 배우 고소영.
  - 대한민국의 배우 류시원.
  - 대한민국의 배우 강형규.
  - 대한민국의 배우 겸 연출가 백원길. (~2013년)
  - 오스트레일리아의 축구 선수 마크 슈워처.
- 1973년
  - 대한민국의 성우 안현서.
  - 대한민국의 배우 유혜정.
  - 아르메니아의 레슬링 선수 아르멘 므크르치얀.
  - 웨일스 태생의 영국 배우 요안 그리피드.
- 1974년 - 코스타리카의 축구 선수 왈테르 센테노.
- 1975년 - 덴마크의 축구 선수 마르틴 예르겐센.
- 1976년
  - 대한민국의 배우 김윤경.
  - 대한민국의 전 아나운서, 방송인 조우종.
  - 대한민국의 희극인 양희성.
  - 중화민국의 배우 쉬시위안. (~2025년)
  - 베네수엘라의 야구 선수 프레디 가르시아.
- 1977년 - 대한민국의 축구 선수 안재석.
- 1978년 - 중국의 영화배우 하우.
- 1979년 - 대한민국의 배우 김규리.
- 1980년 - 대한민국의 희극인 신봉선.
- 1981년
  - 대한민국의 전 축구 선수 최성환.
  - 조지아의 전 축구 선수 주라브 히자니슈빌리.
- 1982년 - 루마니아의 전 축구 선수 다니엘 니쿨라에.
- 1983년
  - 대한민국의 가수 문지은.
  - 도미니카공화국의 야구 선수 리즈.
- 1984년
  - 대한민국의 가수 민경훈.
  - 뉴질랜드의 육상 선수 밸러리 애덤스.
- 1985년
  - 대한민국의 성우 신송이.
  - 대한민국의 야구 선수 강승현.
  - 미국의 농구 선수 실비아 파울스.
- 1986년
  - 대한민국의 배우 유아인.
  - 대한민국의 배우 박주용.
  - 프랑스의 프리스타일 스키 선수 마리옹 조스랑.
- 1987년
  - 대한민국의 배우, 미스코리아 서은채.
  - 대한민국의 배우 최유라.
  - 대한민국의 축구 선수 황보람.
  - 대한민국의 아나운서 신경은.
- 1988년
  - 일본의 배우 호리키타 마키.
  - 대한민국의 야구 선수 임치영.
  - 대한민국의 강사 최원준.
- 1989년
  - 대한민국의 배우, 모델, 디자이너 천이슬.
  - 대한민국의 축구 선수 김보경.
  - 대한민국의 전직 스타크래프트 프로게이머 도재욱.
- 1990년
  - 대한민국의 전 가수, 배우 한선화. (시크릿)
  - 일본의 축구 선수 야마구치 호타루.
  - 대한민국의 축구 선수 김도형.
- 1991년
  - 대한민국의 피트니스 모델 이연화.
  - 대한민국의 가수, 래퍼 프란코.
- 1992년
  - 대한민국의 레이싱 모델 김지율.
  - 대한민국의 아나운서 서수현.
- 1993년
  - 대한민국의 가수 이오늘.
  - 포르투갈의 축구 선수 히카르두 페레이라.
  - 일본의 배우 모토키 세이야.
- 1994년
  - 대한민국의 래퍼 주헌 (몬스타엑스).
  - 중국의 가수 앤디 (세븐어클락).
  - 일본의 성우 타나카 치에미.
- 1995년
  - 대한민국의 가수 케이시.
  - 대한민국의 미스코리아, 배우 김예린.
  - 대한민국의 스타크래프트 프로게이머 박령우.
- 1996년
  - 대한민국의 배우 최혜경.
  - 대한민국의 프로게임단 지도자 김선웅.
- 1997년
  - 대한민국의 유튜버 파크모 (팀샐러드).
  - 덴마크의 축구 선수 카스페르 돌베르.
- 1998년 - 미국의 배우 매트 코넷.
- 1999년 - 대한민국의 모델 겸 배우 남규희.
- 2000년 - 대한민국의 가수 루아 (위키미키).
- 2001년 - 일본의 가수 혼다 히토미. (AKB48 팀8, 아이즈원)
- 2002년
  - 중화인민공화국의 컬링 선수 한위.
  - 미국의 배우 엘리자베스 유.
- 2004년
  - 오스트레일리아 태생 대한민국의 가수 하니.
  - 대한민국의 가수 알렉스.
- 2005년
  - 대한민국의 배우 윤인영.
  - 일본의 아이돌 하시사코 린.
- 2006년 - 대한민국의 가수 제이나.
- 2011년 - 미국의 유튜버 라이언 카지.

### 미상
- 대한민국의 가수 서서.
- 대한민국의 헤어디자이너 황다영.

## 사망
- 25년 - 중국의 외척, 권신 왕망. (기원전 45년~)
- 1398년
  - 조선의 문신, 유학자, 혁명가 정도전. (1342년~)
  - 조선의 문신 남은. (1354년~)
  - 태조의 8남 의안대군. (1382년~)
- 1950년 - 대한민국의 나비 연구자, 교육자, 곤충학자 석주명. (1908년~)
- 1989년 - 미국의 배우 베티 데이비스. (1908년~)
- 1994년 - 대한민국의 범죄자 문승도. (1968년~)
- 2014년 - 대한민국의 국회의원, 기업인 배은희. (1959년~)
- 2017년 - 대한민국의 모델 이의수. (1995년~)
- 2018년
  - 미국의 배우 스콧 윌슨. (1942년~)
  - 스페인의 성악가 몽세라 카바예. (1933년~)
- 2019년
  - 일본의 야구 선수, 야구 감독 가네다 마사이치. (1933년~)
  - 영국의 가수 진저 베이커. (1939년~)
- 2020년
  - 미국의 음악가 에디 반 헤일런. (1955년~)
  - 미국의 가수 조니 내시. (1940년~)
  - 미국의 영화배우 토미 롤. (1929년~)
  - 프랑스의 영화배우 블라디미르 요르다노프. (1954년~)
  - 일본의 만화가 마쓰모토 이즈미. (1958년~)
- 2023년 - 이란의 영화배우 아틸라 페시아니. (1957년~)
- 2024년 - 네덜란드의 축구 선수, 축구 코치 요한 네이스컨스. (1951년~)

## 기념일
- 추석 - 2006년, 2025년, 2063년, 2082년
- 독일계 미국인(German-American Day)의 날: 라인 남부 인근 크레펠트(Krefeld)의 주민 13세대(가구)가 1683년 미합중국 필라델피아에 도착한 것을 기념하는 날

## 기타
- 그레고리력에서는 1582년 10월 5일부터 10월 14일까지 존재하지 않는다.
- 이집트에는 1973년 10월 6일에 있었던 욤키푸르 전쟁(제4차 중동 전쟁)에서 이집트군이 승리한 것을 기념하여 이 날짜에서 유래된 10월 6일 시가 있다. 2008년부터 2011년까지는 10월 6일 주도 있었으나 폐지되었다.

## 같이 보기
- 전날: 10월 5일 다음날: 10월 7일 - 전달: 9월 6일 다음달: 11월 6일
- 음력: 10월 6일
- 모두 보기